# Халев
Хале́в, также Калеб (ивр. כָּלֵב‎ kaləb; Калев; Kālēḇ) — библейский ветхозаветный персонаж, сын Иефоннии из племени Иуды. Упоминается также в Коране, но не называется по имени. Относительно толкования имени существуют разные версии. Наиболее распространенное понимание имени Халев — «преданный», некоторые источники считают, что правильное значение — «собака», а согласно БЭАН, смысл имени — «горячий, храбрый».

## Жизнеописание
Происходит из колена Иуды. Дядя Гофониила, первого израильского судьи. Был одним из двенадцати разведчиков, посланных Моисеем, чтобы осмотреть Ханаан. На тот момент ему было 40 лет. Вместе с Иисусом Навином хорошо отзывался об этой земле и был уверен в победе, в отличие от остальных десяти. За то, что Халев повиновался Богу, он вошёл в Обетованную землю (Нав. 14:6—11).
После завоевания Ханаана, Халев получил во владение Хеврон и три города сынов Енаковых (Суд. 1:20). Он отдал свою дочь Ахсу в жёны Гофониилу, как награду за захват Кириаф-Сефера (Нав. 15:13—17).